# Parafia Niepokalanego Poczęcia Najświętszej Maryi Panny w Milanowie
Parafia Niepokalanego Poczęcia Najświętszej Maryi Panny w Milanowie – parafia rzymskokatolicka w Milanowie.
Parafia erygowana w 1928. Obecny kościół parafialny murowany, wybudowany w 1856–1872.
Terytorium parafii obejmuje Cichostów-Kolonię, Mogiłki (Kostry), Milanów oraz Zieleniec.